# 2012년 북인도양 사이클론
2012년 북인도양 사이클론 (2012 North Indian Ocean cyclone season)은 북인도양에서 2012년에 발생한 사이클론들의 활동에 대해 기록한 문서이다. 10월 10일 벵골만 제1호 저기압의 발생을 시작으로, 2012년 동안 5개의 저기압, 2개의 사이클론이 발생하였다.

## 활동한 사이클론

### 벵골만 (BOB)

#### 제1호 발달한 저기압
10월 9일, 저기압으로 약화된 강한 열대폭풍 개미가 벵골만에 진입했다. 이 저기압은 10월 10일 오전 3시 (UTC)부터 RSMC 뉴델리에 의해 집중 감시되기 시작했다. 같은 날 RSMC는 낮 12시 북위 21도, 동경 91도에 위치한 저기압을 제1호 저기압으로 지정하였다. 그 당시 순환 중심 주변 풍속은 25 노트(돌풍 35 노트), 최저 기압 1003 hPa이었다. 낮은 시어와 같은 좋은 환경 속에서 저층에는 수렴과 소용돌이가 발달했고, 상층에서는 발산이 발달하였다. 또한 저기압의 위치가 상층 흐름에 의해 북쪽으로 이동하여 같은 날 오후 6시 발달한 저기압으로 발달하였다. 이후 상층 기압마루와 가까이 위치하며 북북동진하였다. 10월 11일 오전 0시에서 1시 사이에 방글라데시 하티아(Hatia) 근처에 상륙하였다. 당시 최대 풍속은 약 30노트였다. 상륙 후에도 북북동진하였고, 오전 3시 저기압으로 약화되었고, 오전 6시 일반 저기압으로 약화되었으며, 10월 12일 소멸한 것으로 분석되고 있다.
이 저기압으로 인해 방글라데시에서 최소 43명이 사망했고, 수 십명이 실종되었다.

#### 제2호 사이클론 닐람
10월 23일, 한 대류 활동 구역이 끄라 지협을 통과하고 태평양에서 벵골 만에 진입하였다. 서서히 발달하기 시작하여 10월 28일 오전 3시 30분 (UTC) JTWC에서 열대저기압 발생 경보를 내렸고, 같은 날 인도 기상청(IMD)은 이 저기압을 열대 저기압으로 지정하였다. 지정될 당시 제2호 저기압은 스리랑카 트링코말리 동북동쪽 550 km 부근에 위치해 있었다. 10월 29일 오전, 제2호 저기압은 발달한 저기압으로 상향 조정되었고, IMD에 의해 수시로 감시되기 시작했다. 또한 그 날 JTWC는 이 열대 저기압을 02B로 지정하고 사이클론 정보를 발표하기 시작하였다. 다음날, 제2호 발달한 저기압은 사이클론으로 발달하여 "닐람"(Nilam)이라는 이름이 붙여졌다. (참고로 '닐람'이라는 단어는 파키스탄에서 제시한 이름인데, 우르두어로 사파이어를 의미한다.) 그러나 더 이상 많이 발달하지 못하고 10월 31일 마하발리푸람 부근에서 상륙하며 약화되기 시작했다. 1분 최대 평균풍속이 55 kt라고 발표한 JTWC는 이 날 마지막 사이클론 정보를 발표하였다. 11월 1일 새벽, 닐람은 발달한 저기압으로 약화되었다. 계속 내륙으로 진입하면서 저기압으로 약화되었으며, 카르나타카 주에서 11월 2일 소멸하였다.
사이클론 닐람은 스리랑카에 폭우를 내렸다. 푸탈람-마나르 로드(Puttalam - Mannar road) 중 엘루완쿨라마(Eluwankulama) 구간은 칼라 오야 강(Kala Oya)의 범람으로 1 m 깊이의 물에 잠겼다. 경찰에 의하면, 갈 구의 하바라두와(Habaraduwa)에서 27세 여성의 집에 모래바위가 떨어져 그녀가 사망하였다.

#### 제3호 발달한 저기압
11월 15일 열대 수렴대 내에서 저기압이 발생하였다. 이 저기압은 더 발달하여 11월 17일 오전 6시 북위 15.5도 동경 90도 주변에서 제3호 저기압으로 지정되었다. 저기압은 17일 오전 28~30℃의 높은 수온과 50~80 kJ/cm²의 해양 열용량, 10~20노트의 비교적 낮은 시어가 있는 곳에 위치해 있어 발달할 수 있었다. 이후 17일 오후에도 이 환경이 지속되어 낮 12시 북위 16도 동경 89도의 위치에서 발달한 저기압으로 발달하였다. 그러나, 상층 기압마루에 매우 가까이 위치해 있어서, 발달한 저기압의 이동 속도가 느려졌다. 하룻동안 거의 이동하지 않다가 서남서진하면서 11월 19일 오전 0시 저기압으로 약화되었고, 오전 3시 벵골 만 중서부에서 일반 저기압으로 약화되었다. 약화의 원인은 첫째, 차고 건조한 공기의 유입과 둘째, 저층 순환 중심 주변의 흩어진 대류로 이어진 수직 윈드 시어 때문이다.

### 아라비아해 (ARB)

#### 제1호 사이클론 무르잔
아라비아 해 남동부에 위치해 있던 저기압이 10월 23일 아미니디비 섬 서쪽 800 km 해상에서 열대성을 띠게 되었고 (ARB01) 오후 6시 (UTC)에 발달한 저기압으로 상향조정되었다. 10월 24일 저녁, RSMC 뉴델리에서는 이 저기압을 사이클론 무르잔으로 상향 조정하여 2012년 최초의 북인도양 사이클론이 되었다. 10월 25일 저녁, 소말리아에 상륙하여 서서히 약화되기 시작했고, 결국 저기압으로 약화되어 10월 26일 오전에 소멸하였다.똥

#### 제2호 발달한 저기압
12월 18일 열대 수렴대 내에서 저기압이 발생하였다. 12월 20일에는 아리비아 해 남동부를 통과하고 있었고, 12월 22일 오전 9시 제2호 저기압으로 지정되었다. 당시 해수면 온도가 28~30℃로 높았고, 해양 열용량 수치도 50~80 kJ/cm²으로 높은 편이었다. 22일과 23일 사이에는 저층 수렴과 상대 소용돌이, 그리고 상층 발산이 증가하였다. 또한 윈드 시어는 5~15노트로 낮았다. 이런 요인들로 보아 주변 환경들은 저기압의 발달에 적합했다. 이 저기압이 상층 기압마루의 남쪽과 동~동북동쪽의 중상층 지향류에 의해 서진, 그리고 서남서진하였다. 12월 23일 오전 3시 저기압은 발달한 저기압으로 상향 조정되었다. 또한 그 날 남서사분면에 저층 상대 와도가 증가하였다. 그러나 이후 해수면 온도가 낮아지면서 제2호 발달한 저기압은 세력을 유지하며 서남서진하였다. 12월 24일, 발달한 저기압이 소말리아 해안에 접근하면서 26~28℃의 해수면 온도와 40 kJ/cm²미만의 해양 열용량이 위치한 곳을 지났고, 윈드 시어도 25 노트로 상승했다. 그리하여 발달한 저기압은 낮 12시 북위 7도 동경 52도의 위치에서 저기압으로 약화되었고, 소말리아 해안을 통과한 후 일반 저기압으로 약화되어 소멸하였다.

## 같이 보기
- 2012년 동태평양 허리케인
- 2012년 태풍
- 2012년 북대서양 허리케인
- 2012~2013년 남서인도양 사이클론
- 2012~2013년 남태평양 사이클론